# Faqîh

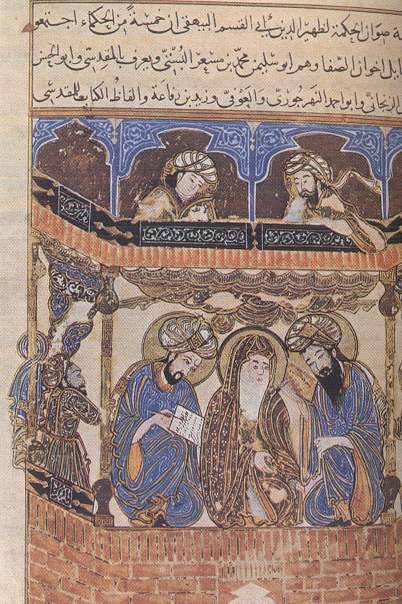
Faqih et étudiants. Moitié droite du frontispice à double feuille des "Epîtres des Frères de la Pureté". 20 x 17 cm. Bagdad, vers 1287. Bibliothèque Suleymaniye MSS Esad Efendi 3636, fol. 4a.

Un faqīh (au pluriel, fuqahā') (فقيه, فقهاء) est un spécialiste de la jurisprudence islamique (fiqh). Le terme peut être compris en français comme juriste ou jurisconsulte,.